# Список серий «Наруто: Ураганные хроники» (сезоны 17—20)
Здесь представлен список серий аниме-телесериала «Наруто: Ураганные хроники», их краткое содержание, даты выхода на родине, а также главы манги, по которым они сняты.

## Список серий

### Сезон 17: Четвёртая великая война ниндзя: Возвращение команды № 7 (2014)
| # | №   | Заглавие                                                              | Экранизированные главы манги | Трансляция в Японии  |
| --- | --- | --------------------------------------------------------------------- | ---------------------------- | -------------------- |
| 582 | 362 | Решение Какаси «Какаси-но Кэцуи» (カカシの決意)                       | 607—609                      | 15 мая 2014 года     |
| Упрекнув Обито за отступление от плана, Мадара решает сам захватить оставшихся Хвостатых с помощью Древесного дракона Первого Хокагэ. Наруто использует Режим Лиса, но техника блокирует его движения и подавляет чакру Курамы. Наруто находится на грани срыва. Между тем, Какаси пытается понять причины Обито, но был сильно измотан из-за использования сярингана, и проигрывает бывшему товарищу. Мадара активирует Сусаноо, чтобы нанести удар по захваченным Гаю и Гюки. Обито также собирается убить Какаси, назвав его отбросом. Это очень злит Наруто, и, повторив сказанные ему когда-то Какаси слова, останавливает атаки обоих Утих. Вдохновлённый действиями Удзумаки, Гай использует технику Полуденного тигра против Сусаноо Мадары. Клон Наруто замечает, что Какаси сильно ослаблен, тогда Курама решает поменяться местами с Наруто. Курама хватает Какаси за руку и бросает его к Обито. Утиха, в свою очередь, перемещает его в измерение Камуи. Шокированный Наруто нападает на Обито. Пытаясь избежать атак Наруто, Обито использует Камуи, но оттуда его начинает бить Какаси. Благодаря полученной от Курамы чакре, Хатакэ возвращается из измерения. Гюки и Наруто, объединив свои усилия, создают Бомбу Хвостатого, чтобы уничтожить Гэдо Мадзо до возрождения Десятихвостого. Но это не помогает: из-под клубов дыма появляется Дзюби, побуждая Мадару и Обито к действиям. |     |                                                                       |                              |                      |
| 583 | 363 | Техника Альянса синоби! «Синоби Рэнго:гун-но Дзюцу!» (忍連合軍の術！) | 610—612                      | 22 мая 2014 года     |
| Десятихвостый демон, намного превосходящий размерами всех остальных Хвостатых, родился вновь. Обито и Мадара берут его под свой контроль. Курама и Гюки атакуют Десятихвостого бомбами, но тот уничтожает их ещё на подлёте и даже ранит Гюки его собственной бомбой. Наруто и все его союзники крайне истощены, их Хвостатым тоже требуется отдых; Обито решает покончить с ними. Вторая атака Десятихвостого прошла мимо — над разумом Обито на короткое время взяла верх Ино Яманака. Все оставшиеся в живых синоби прибывают на последнюю битву. Командный центр координирует их действия. Мощнейшими совместными атаками синоби обездвиживают Десятихвостого и готовятся нанести удар по двоим врагам, которые управляют им. |     |                                                                       |                              |                      |
| 584 | 364 | То, что нас связывает «Цунагарэру Моно» (繋がれるもの)                | 613—615                      | 5 июня 2014 года     |
| Из-за борьбы с Десятихвостым, Нэдзи, спасая Наруто и Хинату, погибает в бою. |     |                                                                       |                              |                      |
| 585 | 365 | Танцующие синоби «Синобимау Моно-тати» (忍び舞う者たち)               | 616—618                      | 12 июня 2014 года    |
| Саскэ, Оротимару, Суйгэцу и Дзюго прибывают в Коноху. Используя силу Курамы, Альянс начинает теснить Десятихвостого. В итоге, Мадара и Обито теряют над ним контроль. Оротимару забирает маску Синигами, и, с её помощью, вспарывает живот Богу Смерти, тем самым освобождая души всех Хокагэ и свои руки. С помощью техники Эдо Тэнсэй, Оротимару воскрешает Первого, Второго, Третьего и Четвёртого Хокагэ. |     |                                                                       |                              |                      |
| 586 | 366 | Те, кто знают всё «Субэтэ о Сиру Моно-тати» (全てを知る者たち)        | 619—621                      | 19 июня 2014 года    |
| Саскэ интересна правда о своём клане Утиха, а также правда о его брате Итати. Хокагэ по очереди отвечают Саскэ на его вопросы и Хасирама решает избавить младшего Утиху от ненависти. |     |                                                                       |                              |                      |
| 587 | 367 | Хасирама и Мадара «Хасирама то Мадара» (柱間とマダラ)                 | 621—623                      | 3 июля 2014 года     |
| Хасирама рассказывает историю его знакомства с Мадарой. Также в серии показано противостояние между кланами Утиха и Сэндзю. |     |                                                                       |                              |                      |
| 588 | 368 | Эпоха воюющих провинций «Сэнгоку Дзидай» (戦国時代)                   | 623—625 + филлер             | 10 июля 2014 года    |
| Хасирама и Мадара становятся лидерами своих кланов, и решимость Хасирамы в достижении своей цели позволила кланам Утиха и Сэндзю объединиться. |     |                                                                       |                              |                      |
| 589 | 369 | Истинная мечта «Хонто:-но Юмэ» (本当の夢)                             | 625—626 + филлер             | 24 июля 2014 года    |
| Хасирама и Мадара основывают Деревню Скрытого Листа (Коноху), их примеру следуют другие страны, основывающие свои деревни. Хасирама предлагает Мадаре стать Хокагэ, но, в итоге, сам становится им. Тобирама остаётся враждебно настроен к клану Утиха, и Мадара знает об этом. В итоге, Мадара считает, что Тобирама рано или поздно расправится с кланом Утиха и решает покинуть деревню. |     |                                                                       |                              |                      |
| 590 | 370 | Ответ Саскэ «Сасукэ-но Котаэ» (サスケの答え)                          | 626—627 + филлер             | 31 июля 2014 года    |
| Задумавшись над рассказом Хасирамы, Саскэ приходит к выводу, что мир в Деревне Скрытого Листа — это то, за что боролись его брат и многие другие, отдавая жизни и даже вешая на себя ярлык предателя. Вся ирония в том, что Итати, будучи из клана Утиха, поддерживал идеалы Хасирамы. Но что же ответит Саскэ? |     |                                                                       |                              |                      |
| 591 | 371 | Дыра «Кадзаана» (風穴)                                                | 628—630 + филлер             | 7 августа 2014 года  |
| Пока Наруто, сражаясь на поле боя, раздаёт чакру Альянсу синоби, Какаси и Обито перемещаются в другое измерение. Десятихвостый готовится к атаке. |     |                                                                       |                              |                      |
| 592 | 372 | То, что заполняет пустоту «Умэру Моно» (埋めるもの)                   | 630—632                      | 14 августа 2014 года |
| Обито рассказывает Какаси о гэндзюцу, в котором сбудутся все мечты. Битва продолжается. На поле боя появляются четверо Хокагэ, а за ними Саскэ. |     |                                                                       |                              |                      |

### Сезон 18: Четвёртая великая война ниндзя: Обито Утиха (2014)
| # | №   | Заглавие | Экранизированные главы манги | Трансляция в Японии   |
| --- | --- | --- | ---------------------------- | --------------------- |
| 593 | 373 | Воссоединение!! Команда № 7 «Дайнанахан, Сю:кэцу!!» (第七班、集結！！)                                                      | 632—633 + флешбэк            | 21 августа 2014 года  |
| Наруто, Саскэ, Сакура и четверо Хокагэ вступают в битву с Десятихвостым. Пока четверо Хокагэ сдерживают атаки Дзюби, Сакура показывает свою настоящую силу. |     | |                              |                       |
| 594 | 374 | Новый трёхсторонний тупик «Аратанару Сансукуми» (新たなる三竦み)                                                            | 634—635 + филлер             | 28 августа 2014 года  |
| Новое трио (Наруто, Саскэ и Сакура) принялось за дело. Тем временем, Оротимару пришёл на поле боя пяти Кагэ для спасения Цунадэ. Самая грандиозная битва только начинается. |     | |                              |                       |
| 595 | 375 | Какаси против Обито «Какаси VS Обито» (カカシVSオビト)                                                                      | 635—637                      | 4 сентября 2014 года  |
| Разговор Какаси и Обито зашёл в тупик. Все решит последний удар. |     | |                              |                       |
| 596 | 376 | Экстренный выпуск! Приказ захватить Девятихвостого «Экисутора эдикусён Кю:би Го:дацу Сирэй» (Extra edition 九尾強奪指令)    | Нет (филлер)                 | 11 сентября 2014 года |
| Наряду с 377 серией — филлер, посвящённый выходу игры «Naruto Shippuden: Ultimate Ninja Storm Revolution». На Коноху внезапно нападает неизвестный синоби. Оказалось, что это механический двойник Наруто. Меха-Наруто начинает преследование оригинала. |     | |                              |                       |
| 597 | 377 | Экстренный выпуск! Наруто против Меха-Наруто «Экисутора эдикусён Наруто тай Мэка-Наруто» (Extra edition ナルト対メカナルト) | Нет (филлер)                 | 11 сентября 2014 года |
| Завершение сражения между Наруто и его двойником. |     | |                              |                       |
| 598 | 378 | Дзинтюрики Десятихвостого «Дзю:би-но Дзинтю:рики» (十尾の人柱力)                                                            | 638—640                      | 18 сентября 2014 года |
| Обито, поглотив Десятихвостого, становится дзинтюрики. Он без труда побеждает воскрешённых Хокагэ и схватывает Наруто и Саскэ. |     | |                              |                       |
| 599 | 379 | Прорыв «Топпако:» (突破口)                                                                                                  | 641—642                      | 25 сентября 2014 года |
| Продолжается бой Наруто, Саскэ, Минато и Тобирамы против Обито. |     | |                              |                       |
| 600 | 380 | День рождения Наруто «Наруто га Умарэта Хи» (ナルトが生まれた日)                                                            | 643—644                      | 2 октября 2014 года   |
| Обито говорит Наруто, что завтра день смерти его родителей. Наруто приуныл, но потом сказал, что завтра и его день рождения, что вдохновляет его отца. Наруто нашёл слабость Обито. |     | |                              |                       |
| 601 | 381 | Божественное древо «Синдзю» (神樹)                                                                                          | 645—646                      | 9 октября 2014 года   |
| Обито призывает первоначальное тело Десятихвостого — Божественное древо. Мадара рассказывает историю мира синоби и то, как у синоби появилась чакра. Оказывается, что изначально никто чакрой не обладал, и Кагуя, мать Рикудо Сэннина, украла её у Божественного древа, съев его плод, чтобы остановить войны. Древо атакует Наруто и его товарищей, высасывает их чакру, отчего многие погибают. Сам Наруто тоже чуть было не гибнет, но его спасает внезапно появившийся Третий Хокагэ. |     | |                              |                       |
| 602 | 382 | Мечта синоби «Синоби-но Юмэ» (忍の夢)                                                                                       | 647—648                      | 16 октября 2014 года  |
| Божественное древо поглощает почти всю чакру Сикамару, тот при смерти. На поле боя появляются Оротимару, Карин и Суйгэцу. Пять Кагэ спешат присоединиться к ним. Хасирама узнаёт, что Древо распустится в любой момент и рассказывает об этом всем. Многие начинают уже терять надежду, но только не Наруто. Его сила надежды придаёт силу другим. Хасирама вспоминает первое собрание Кагэ и свои мечты. |     | |                              |                       |
| 603 | 383 | Преследуя надежду «Саки о Оу» (希望を追う)                                                                                  | 649—650                      | 23 октября 2014 года  |
| Наруто спасает Сикамару с помощью чакры Курамы. Он объединяется с Саскэ и они вместе атакуют Обито. Пятеро Кагэ приходят на поле боя и принимают командование на себя. Наруто вновь вдохновляет всех на дальнейший бой. |     | |                              |                       |
| 604 | 384 | Сердце, заполненное друзьями «Накама дэ Митита Кокоро» (仲間で満ちた心)                                                     | 651—652                      | 30 октября 2014 года  |
| Наруто и Саскэ продолжают сражаться с Обито. Их атака ранит Обито и из него начинает выходить чакра Хвостатых. Курама говорит Наруто, что нужно вытянуть из него эту чакру, что и делает Наруто. Ему в этом помогают друзья. Начинается мысленный диалог между Обито и Наруто. |     | |                              |                       |
| 605 | 385 | Обито Утиха «Утиха Обито» (うちはオビト)                                                                                    | 653 + филлер                 | 6 ноября 2014 года    |
| Мысленный разговор Обито и Наруто продолжается. Наруто заставляет Обито вспомнить прошлое, свою команду, их отношения. |     | |                              |                       |
| 606 | 386 | Я присматриваю за тобой «Тянто Митэру» (ちゃんと見てる)                                                                     | 653 + филлер                 | 13 ноября 2014 года   |
| Обито продолжает вспоминать Рин, Какаси и Минато. Вспоминает слова Рин о том, что она всегда за ним присматривает. В конце воспоминаний Наруто предлагает ему присоединиться к ним и начать новую жизнь в качестве синоби Конохи и загладить все свои ошибки. |     | |                              |                       |
| 607 | 387 | Сдержанное обещание «Маморарэта Якусоку» (守られた約束)                                                                     | 654—655                      | 20 ноября 2014 года   |
| Обито отказывается от предложения Наруто, однако воспоминания терзают его. В конце концов, Наруто и другие синоби вытягивают из запечатанного в Обито Десятихвостого всех Хвостатых. Обито оказался повержен на земле, его хотят убить (сначала Саскэ, потом Какаси), но Минато не даёт это сделать. Наруто и Саскэ уходят на битву с Мадарой. |     | |                              |                       |
| 608 | 388 | Первый друг «Сайсё-но Томо» (最初の友)                                                                                      | 656 + флешбэк                | 27 ноября 2014 года   |
| Силы Альянса синоби выступают против Мадары. Гаара просит Сюкаку одолжить силы для запечатывания Мадары. Все Хвостатые решают помочь Гааре и остальным в борьбе с Мадарой. Воспоминания Гаары о своей жизни. |     | |                              |                       |
| 609 | 389 | Обожаемая старшая сестра «Акогарэ-но Нэ:-сама» (憧れの姉さま)                                                               | Нет (филлер)                 | 4 декабря 2014 года   |
| Вместе с 390 серией — специальный выпуск «Сёстры Хюга ~Неизменная судьба~» (яп. 日向の姉妹～変わらぬ運命～ Хю:га-но Симай ~Каварану Уммэй~), посвящённый выходу в прокат 10-го по счёту анимационного фильма Наруто, «Наруто: Последний». Ханаби состоит в главной ветви клана Хюга и является сестрой Хинаты, старшей сестры и главной наследницы в клане. Ханаби любит свою сестру и время от времени играет с ней. В один из дней Ханаби видит тренировку Нэдзи из второстепенной семьи Хюга и Хинаты. В процессе тренировки Нэдзи выходит из себя и нападает со всей силой на Хинату, не способную себя защитить, однако его останавливают и применяют на нём проклятье второстепенной семьи. Данное проклятье является меткой на голове и позволяет контролировать главной семье второстепенную, вплоть до лишения жизни для защиты бякугана, способности семьи Хюга. В клане Хюга появляются сомнения в способности Хинаты возглавить клан Хюга из-за своего мягкого характера, тем временем Ханаби показывает неплохие боевые способности. В клане решают провести поединок между сёстрами. В процессе поединка Хината могла победить Ханаби, однако из-за добросердечности проигрывает поединок. Ханаби становится главной наследницей в клане. |     | |                              |                       |
| 610 | 390 | Решимость Ханаби «Ханаби-но Кэцуи» (ハナビの決意)                                                                           | Нет (филлер)                 | 4 декабря 2014 года   |
| Малолетняя Ханаби из клана Хюга тренируется, чтобы превзойти свою сестру (Хинату) в силе. Тем временем, Хината проиграла Нэдзи и легла в больницу. Через время Хината и Нэдзи под влиянием Наруто решают забыть семейный раздор в клане Хюга и начинают совместные тренировки. Ханаби является свидетелем усиления со временем Хинаты. В конце концов, Хината помогает Наруто в битве с Пэйном. Ханаби, под впечатлением от успехов Хинаты, решает следовать примеру своей сестры. В Четвёртой мировой войне синоби Ханаби становится защитницей клана Хюга. |     | |                              |                       |
| 611 | 391 | Восстание Мадары Утихи «Утиха Мадара, Тацу» (うちはマダラ、立つ)                                                            | 656—657                      | 11 декабря 2014 года  |
| Обито лежит поверженный на земле и предаётся воспоминаниям. Далее Обито хочет оживить погибших синоби объединённой армии, но Мадара призывает Чёрного Дзэцу, и он, слившись с Обито, совершает «Риннэ Тэнсэй», возрождение Мадары (вместо возрождения синоби Альянса). Мадара восстанавливает свои силы после возрождения, и, с помощью сил Сэндзю в своём теле, отбирает чакру у Хасирамы. Саскэ безуспешно нападает на Мадару. Чёрный Дзэцу управляет телом Обито и угрожает Какаси и Минато. |     | |                              |                       |
| 612 | 392 | Скрытое сердце «Ура-но Кокоро» (裏の心)                                                                                     | 658—660                      | 18 декабря 2014 года  |
| Мадара нападает на Хвостатых, но они, вместе с Гаарой, дают ему отпор, в результате чего он теряет правую руку. Прибывший Белый Дзэцу восстанавливает её и отдаёт Мадаре правый глаз Нагато (риннэган). Мадара призывает Гэдо Мадзо и применяет против Хвостатых Ринбо Хэнгоку, повергнув их на землю. После этого, Демоническая Статуя Еретика сковывает всех Хвостатых, но, попытавшись захватить Сюкаку, натыкается на сопротивление Гаары. |     | |                              |                       |
| 613 | 393 | Настоящий конец «Хонто:-но Овари» (本当の終わり)                                                                            | 660—662                      | 25 декабря 2014 года  |
| Мадара помещает всех Хвостатых внутрь Гэдо Мадзо. Наруто, лишившись чакры Курамы, близок к смерти. Гаара подхватывает его тело и переносит к Сакуре, которая безуспешно лечит Наруто. Тобирама Сэндзю, как и Хасирама, повержен Мадарой. Саскэ Утиха, атакуя Мадару с воздуха, был поражён собственным мечом в сердце. Пять Кагэ сталкиваются с многорукой статуей Будды, которой управляет Спиральный Дзэцу, и не могут ничем помочь. |     | |                              |                       |

### Сезон 19: По стопам Наруто ~Пути друзей~ (2015)
| # | №   | Заглавие                                                                                  | Экранизированные главы манги | Трансляция в Японии  |
| --- | --- | ----------------------------------------------------------------------------------------- | ---------------------------- | -------------------- |
| 614 | 394 | Новый экзамен на звание тюнина «Аратанару Тю:нин Сикэн» (新たなる中忍試験)                | Нет (филлер)                 | 8 января 2015 года   |
| События происходят во время окончания двухлетнего обучения Наруто у Дзирайи. Пятая Хокагэ на совете деревень Скрытого Листа и Песка вносит предложение о проведении нового экзамена на тюнина для сбора информации (реакции) о других деревнях. Гаара вносит ответное предложение о проведении экзамена в своей деревне для выманивания заговорщиков в Скрытом Песке. Высылаются приглашения для остальных деревень. Би хочет присутствовать в Деревне Листа во время экзамена. Какаси отправляется в Деревню Скрытого Дождя, так как эта деревня полностью закрыта от чужаков. |     |                                                                                           |                              |                      |
| 615 | 395 | Экзамен на звание тюнина: Начало! «Тю:нин Сикэн, Кайси!» (中忍試験、開始！)               | Нет (филлер)                 | 15 января 2015 года  |
| Какаси прибывает в Деревню Скрытого Дождя, передаёт приглашение Хандзо, однако за ширмой лично не видит Хандзо. Нагато, управляющий Деревней Дождя, решает повторно, как Хандзо, отправить пару команд гэнинов, чтобы не вызывать подозрений и собрать информацию о дзинтюрики. В состязании решает участвовать Деревня Скрытого Водопада и её дзинтюрики. Участвуют Деревни: Песка — 9 команд; Дождь — 15; Трава — 6; Водопад — 1; Облако, Туман и Скала не участвуют. В Деревне Листа выбирают команды для участия. Так как в команде Асумы Сикамару уже не может участвовать в экзамене, Ино приглашает в команду Сакуру, однако она отказалась. Дзирайя, тем временем, устраивает Наруто бой и атакует со всей силы. |     |                                                                                           |                              |                      |
| 616 | 396 | Три вопроса «Митцу-но Мондай» (三つの問題)                                                | Нет (филлер)                 | 22 января 2015 года  |
| Конохамару узнаёт о том, что Наруто не будет участвовать в экзамене и пытается проникнуть на него в виде Наруто, однако оказывается быстро разоблачён. Сакура участвует в экзамене с Тёдзи и Ино, хотя ранее отказалась от участия. Организованный Сикамару экзамен на тюнина начинается с теста, в котором члены команд участвуют отдельно друг от друга. В тесте три вопроса, за которые даётся разное количество баллов. Однако команды не могут превысить суммарно 100 баллов за тест. Также, в случае получения низкого общего суммарного результата, команда дисквалифицируется. Члены команд, с помощью техник, пытаются связаться друг с другом для получения общего, 100 бального результата. |     |                                                                                           |                              |                      |
| 617 | 397 | Тот, кто достоин быть лидером «Ри:да: ни Фусавасии Моно» (リーダーに相応しい者)           | Нет (филлер)                 | 29 января 2015 года  |
| Нэдзи предлагает с помощью вибрационных ударов по стене передать числовое послание. Кандидат от Деревни Песка пробует помешать ему, но у него не получается. После окончания первого вопроса всем командам задают второй вопрос о выборе приманки из команды. Тем временем Песок предлагает Цунадэ не сопровождать участников на второй этап, однако она отказывается. Также Дандзо предупреждает Цунадэ о том, что Хандзо скорей всего уже умер. После первого этапа командам дают самостоятельно добраться до второго этапа в Деревне Песка. |     |                                                                                           |                              |                      |
| 618 | 398 | Ночь перед вторым экзаменом «Нидзи Сикэн, Дзэнъя» (二次試験、前夜)                        | Нет (филлер)                 | 5 февраля 2015 года  |
| Прибывшие вовремя до второго этапа располагаются в доме посреди Демонической Пустыни. Ночью все команды располагаются в кафетерии во время ужина, однако по причине недопонимания между командами начинается драка, которая стихла по прибытии Фу (яп. フウ Фу:). Команды расходятся не поужинав. Во время и после драки Рок Ли знакомится с бойцом по имени Сира из Деревни Песка. Тёдзи пытается уйти в дом, в котором расположились наблюдатели, однако на него и команду нападает гигантский скорпион. На крики прибегает Фу и без особых проблем разбирается с ним. На следующий день их ознакомили со вторым этапом, где каждой команде будет дан один свиток Земли или Неба и где стоит задача в течение 72 часов достать второй недостающий противоположный свиток и добраться до центра с окраин. |     |                                                                                           |                              |                      |
| 619 | 399 | Выживание в Демонической Пустыне «Ма-но Сабаку-но Сабайбару» (魔の砂漠のサバイバル)       | Нет (филлер)                 | 12 февраля 2015 года |
| В Демонической Пустыне начинается второй этап экзамена. Команда Нэдзи узнаёт, что попала в гэндзюцу и бегает кругами. Развеяв технику они находят команду Песка и нападают на неё. Однако на помощь одной из команд Песка приходит команда Сиры, которая спасает её и заключает команду Нэдзи в технику Песочного Водопада. Далее в другом месте команда Сиры узнаёт, что две команды Песка объединились против него, чтобы противостоять его главенству над командами Песка и покровительству Гаары. Команда Сиры пропускает атаки, однако на помощь ей приходит освободившаяся от песчаной техники команда Нэдзи. После этого нападавшие команды Песка решают уклониться от боя. Тем временем дзёнины Деревни Листа, находящиеся в Демонической Пустыне, получают приказ от Пятой Хокагэ защищать Гаару от врагов (Страны Ветра). |     |                                                                                           |                              |                      |
| 620 | 400 | Пользователь тайдзюцу... «Тайдзюцу Цукай то ситэ...» (体術使いとして…)                    | Нет (филлер)                 | 19 февраля 2015 года |
| Сира рассказал о тяжёлом детстве бойца тайдзюцу, который не мог стать синоби в Деревне Скрытого Песка из-за запрета, но после знакомства с Гаарой и отмены запрета стал им, так как Гаара увидел в нём силу Рока Ли. Рок Ли проникается историей Сиры и бежит в погоню за атаковавшими двумя командами Песка. Достигнув их он вступает с ними в бой, но перевес был на стороне синоби с техниками ниндзюцу и гэндзюцу. Далее к бою присоединяется Нэдзи и Тэн-Тэн и перевес сил склонился в пользу команды Листа, но Сира останавливает бой и предлагает командам Песка свиток своей команды. Однако другие команды Песка отказываются от предложенного свитка, отдают свои два свитка и уходят искать другие команды. Рок Ли предлагает Сире начать единоборство. |     |                                                                                           |                              |                      |
| 621 | 401 | Тот, кто на пределе «Кивамэси Моно» (極めし者)                                            | Нет (филлер)                 | 26 февраля 2015 года |
| Сира и Рок Ли начинают единоборство, в процессе которого открылось физическое превосходство Сиры над Роком Ли, а также возможности Сиры ударам в чакры и технике дыхания тайдзюцу «Семь небесных вздохов». В процессе битвы Сира не воспользовался возможностью перекрыть технику Рока Ли «Врата Лотоса» и после открытия ран не смог продолжить битву. Сира рассказал, что прекращает сражения и после экзамена уходит добровольцем на границу, чтобы быть рядом с родителями. Получив еще один, второй свиток Неба команда Нэдзи продолжает путь. Тем временем, Гаара узнаёт что в команде Фу остальные два члена команды кроме Фу являются не гэнинами, а дзёнинами. Гаара приказывает не раскрывать об этом информацию и после слежки за ними узнаёт о том, что она дзинтюрики. |     |                                                                                           |                              |                      |
| 622 | 402 | Побег против преследования «То:со: VS Цуйгэки» (逃走VS追跡)                               | Нет (филлер)                 | 5 марта 2015 года    |
| Команда № 8 попадает в засаду команды Кадзами Деревни Скрытой Травы, которая нуждается в свитке Земли. Кадзами берёт на себя Хинату, в то время как его товарищи по команде Бурами и Муями имеют дело с Кибой и Сино. После того, как Киба был обнаружен как владелец свитка, команда Кадзами совместно атакует его и забирает свиток. Бурами использует свой уникальный запах в сферическом дзюцу для нейтрализации своих противников. Но команде № 8 удаётся справиться с дзюцу Бурами через усилие воли. Муями вызывает гигантского крота по имени Могуранмару, чтобы он и его товарищи по команде сбежали. Сино удалось посадить один из его жуков на Могуранмару, поэтому он и его команда преследуют команду Кадзами, однако в процессе преследования они попадают в зыбучие пески. После зыбучих песков команда Кадзами ушла из поля зрения Хинаты, но Киба использует обоняние, чтобы отследить их. |     |                                                                                           |                              |                      |
| 623 | 403 | Смелость и решительность «Акираменаи Докондзё:» (諦めないド根性)                          | Нет (филлер)                 | 12 марта 2015 года   |
| На пути к главному зданию, Бурами чувствует команду № 8. Понимая, что они гонятся за ними, Бурами стирает запахи себя и своих товарищей по команде. У Кибы и Акамару обоняние становится бесполезным и тогда Сино полагается на своих насекомых, чтобы выследить команду Кадзами. Насекомые успешно нашли трио Травы, однако, они оказались обычными миражами. Команда № 8 обсуждает свою стратегию, чтобы разыскать команду Кадзами. Киба, вдохновлённый непоколебимой решимостью Наруто, клянётся найти команду Кадзами и вернуть свитки. Вместе они решают идти к башне центра пустыни обогнув зыбучие пески. Команды Листа и Травы сталкиваются ещё раз. Сино придумывает план по фальсификации смерти своих товарищей по команде с помощью насекомых. После обмана соперников команда № 8 совместно нападает на команду Бурами и забирает свитки. |     |                                                                                           |                              |                      |
| 624 | 404 | Проблемы Тэн-Тэн «Тэнтэн-но Наями» (テンテンの悩み)                                       | Нет (филлер)                 | 19 марта 2015 года   |
| Команда Скрытого Дождя в лице куноити Адзисай и её товарищей по команде Суирэн и Фуё уклоняются от боя с командой Комуги, из-за их низкого уровня. Команда Дождя была отправлена участвовать в экзаменах на тюнина по приказу Конан, чтобы найти дзинтюрики или собрать сведения о командах других деревень. В другом месте, команда Гая готовит ужин в сумерках, когда Тэн-Тэн уходит в гневе после того как Ли непреднамеренно оскорбил её. На следующий день команда Гая и команда Дождя пересеклись друг с другом и начался бой от которого команда Дождя не смогла скрыться, так как Нэдзи использовал бякуган для их выслеживания. В ходе последовавшей битвы, Тэн-Тэн и Адзисай попадают в ловушку и скрываются глубоко под руинами. Обе команды соглашаются о прекращении огня, чтобы найти их. После воспоминаний о тренировках с Гаем Тэн-тэн просыпается и находит Адзисай притворившейся без сознания. |     |                                                                                           |                              |                      |
| 625 | 405 | Двое в ловушке «Тодзикомерарета Футари» (閉じ込められた二人)                              | Нет (филлер)                 | 26 марта 2015 года   |
| После падения товарищей в руины под землёй, команды решают прекратить огонь, чтобы найти пропавших. Тэн-Тэн и Адзисай вынуждены сотрудничать друг с другом, чтобы выбраться обратно на поверхность. Далее они сталкиваются с гигантским муравьём, который ведёт их к гигантскому муравейнику, откуда идут ходы на поверхность. Случайно выдав своё появление им приходится бежать назад от муравьёв. Команда Адзисай и команда Гая сталкиваются с легионом муравьёв, чтобы спасти товарищей по команде и одновременно пытаются прорваться через обрушенные обломки потолка и стен. Адзисай пытается с другого конца обрушения запечатать землю с обломками, но её усилий не достаточно и она просит Тэн-Тэн, чтобы она помогла в технике запечатывания. Тэн-Тэн, руководствуясь словами Адзисай, призывает огромное количество воды, которые прорывают руины. |     |                                                                                           |                              |                      |
| 626 | 406 | Моё собственное место «Дзибун-но Ибасё» (自分の居場所)                                    | Нет (филлер)                 | 2 апреля 2015 года   |
| На второй день экзамена, команда Сакуры, Ино и Тёдзи потеряли свиток, добытый в предыдущем бою, и решили направиться в сторону оазиса для пополнения запасов воды. Но, когда Сакура ссорится с Ино, их группа попадает в засаду гигантского скорпиона. В то время, как у Ино не было достаточно времени для использования техники её клана, Сакура легко убивает существо с одного удара. Впоследствии, когда они подкрепляются мясом скорпиона, Ино лечит руку Сакуры, вспоминая события из её прошлого. В прошлом, узнав, что потребуется несколько лет на освоение главной секретной техники ниндзюцу её клана, Ино решает пропустить обучение своего отца под предлогом встречи Тёдзи из больницы. Ино пытается попросить Сакуру присоединиться к ней, но получает отказ, так как она хотела больше тренироваться. Встретившись с Асумой и Тёдзи, Ино узнаёт, что Сикамару также отменил праздничный ужин для обучения. В конце концов, Ино просит Цунадэ обучать её, чтобы стать сильной куноити. Ино удаётся стать второй ученицей Цунадэ, после прохождения её испытания по реанимированию осьминога в течение трёх месяцев. Её прогресс увеличился из-за её соперничества с Сакурой. После того, как Ино использовала медицинскую технику, чтобы извлечь яд скорпиона из раны, другая команда под лидерством Амэно решает следовать за командой Сакуры. |     |                                                                                           |                              |                      |
| 627 | 407 | Секретное ниндзюцу клана Яманака «Яманака Итидзоку — Хидэн Ниндзюцу» (山中一族・秘伝忍術) | Нет (филлер)                 | 9 апреля 2015 года   |
| Когда Сакура, Ино и Тёдзи достигают оазиса, их останавливает команда Амэно. Амэно вежливо советует ниндзя Листа, чтобы они сдали свой свиток в обмен на доступ к оазису и на необходимую медицинскую помощь. Но гэнины Листа отказываются. Во время битвы Сакура и Тёдзи берут на себя соответственно Амэно и Кодзи, тогда как Сисио использует свою чакру, чтобы скрыть своих товарищей по команде и дать им преимущество. Далее, как Сакура и Тёдзи начинают получать удары, Ино использует способность зондирования для предупреждения товарищей по команде о месте врагов. Но, после того, как команда Амэно смогла залечить свои травмы, Сисио создаёт барьер зондирования для Ино. Тогда Ино заставляет себя передавать мысли товарищам по команде и друг с другом для помощи друг другу в обзоре слепых зон и предупреждении о входящих атаках. Это позволяет Сакуре и Тёдзи победить команду Амэно. После этого, медицинские ниндзя из обеих команд исцеляют всех, две команды расстаются с обещанием встретиться в следующем раунде. |     |                                                                                           |                              |                      |
| 628 | 408 | Проклятые марионетки «Норои-но Нингё:» (呪いの人形)                                       | Нет (филлер)                 | 16 апреля 2015 года  |
| Когда Сакура, Ино и Тёдзи решают взять альтернативный маршрут к центральной крепости, чтобы избежать повторной засады, Сакура теряет силы из-за постоянного хранения чакры в Резервной Печати Бякуго. Приходя в себя, Сакура вспоминает своё обучение с Цунадэ, далее команда оказывается перед командой Саи из Скрытого Песка. Сая решает биться с Ино и Сакурой, а её товарищи по команде Мамуси и Сана берут на себя Тёдзи. Сая использует свою марионетку и получает образцы волос Ино и вселяется в неё, а потом образцы волос Тёдзи и вселяется в него, так как он до этого захватил Мамуси и Сану. После выяснения метода контроля разума Саи, Ино использует дзюцу контроля разума на Тёдзи и заставляет Саю отступить из разума Тёдзи. В другом месте, Саскэ, имея скрытый мотив о проверке навыков Суйгэцу и Карин, освобождает Суйгэцу из лаборатории и помогает Карин выследить его. В итоге, Суйгэцу смог ударить Саскэ, однако перешёл в желеобразное состояние после удара адамантовой цепи Карин. |     |                                                                                           |                              |                      |
| 629 | 409 | Спина к спине «Футари-но Сэнака» (二人の背中)                                             | Нет (филлер)                 | 23 апреля 2015 года  |
| Ино удаётся избавиться от Саи в разуме Тёдзи, что позволяет ему успешно прямым ударом ударить по Саи. Но оказалось, что «Сая» на самом деле марионетка и гэнины Листа решили продолжить идти в направлении главной башни. Сакура чувствует, что она слаба, как и несколько лет назад, когда её защищали товарищи по команде Наруто и Саскэ. После перегруппировки со своей командой, Сая решает оставить экзамен на тюнина до мести гэнинам Листа, в то время, как их силы почти исчерпаны. Команда Саи делает свой ход, когда Сана использует её дзюцу песчаного шторма в сторону Сакуры, Ино и Тёдзи, тогда так Сая решает сокрушить их своими Проклятыми куклами песка. Когда Тёдзи уничтожает кукол, он слишком поздно узнаёт, что один из них — Мамуси в маскировке, в то время, как он отравляет ядом Тёдзи и Ино. Сакура, вспоминая свой медицинский опыт и просьбу Цунадэ о принятии её на экзамен тюнина, удаётся пополнить свои резервные запасы чакры, летит к команде Саи и одним ударом побеждает их. Она удаляет яд из партнёров по команде и благодарит их за то, что позволили присоединиться к их команде. В другом месте, в это время проходит обучение Наруто, Дзирайя просит Гэротору об ослаблении печати Минато, для того, чтобы опробовать контроль Наруто над чакрой Девятихвостого. Но это приводит к потери Наруто способности контролировать свой разум и к первому преобразованию его в четырёххвостую форму Девятихвостого. Позднее Наруто пришёл в себя на больничной койке, где, на соседней с ней, увидел Дзирайю с глубоким шрамом, но Извращённый Отшельник объяснил, что Наруто не виноват в этом. Наруто рассказывает, что Девятихвостый спровоцировал его, и он поддался. Но ещё Наруто говорит, что, даже если сейчас невозможно контролировать чакру Девятихвостого, он никогда не сдастся. |     |                                                                                           |                              |                      |
| 630 | 410 | Заговор начинается «Угокидасита Имбо:» (動き出した陰謀)                                   | Нет (филлер)                 | 30 апреля 2015 года  |
| Хоити создаёт песчаную бурю, которая создаёт барьер для сенсоров. Штаб-квартира замечает проблему и Канкуро с Тэмари решают остановить экзамен на тюнина и вызволить участников из песчаной бури. Команда Гая укрывается от бури в палатке. Между тем, Микоси из команды Мацури попадает в зыбучие пески. Пока товарищи по команде пытаются его спасти, Фу спешит на помощь, вспоминая своё прошлое и дружбу с Сибуки. После спасения к Фу подходит Гаара и рассказывает о Наруто, отмечая их сходство. После ухода Гаары Фу пытается дать Мацури свой свиток, но куноити отказывается, ссылаясь на обучение Гаары. В то же время, Хоити замечает Кадзэкагэ и готовится к атаке. |     |                                                                                           |                              |                      |
| 631 | 411 | Цель — хвостатый зверь «Нэраварэта Бидзю:» (狙われた尾獣)                                 | Нет (филлер)                 | 7 мая 2015 года      |
| Асума, Курэнай и Гай, наблюдая за песчаной бурей, отмечают, что перенос экзамена был мудрым решением. Приблизившись к пустыне, они были остановлены синоби Песка. Провалив попытку договориться, они скрываются от синоби в буре. Тем временем, Канкуро, Тэмари и другие члены разведки спасают гэнинов от бури и отводят их в безопасное место. В это время, синоби Песка приходит к Кадзэкагэ с отчётом и замечает, что тот оставил вместо себя песчаного клона. Между тем, реальный Гаара советует команде Мацури продолжать свой путь на экзамене. Когда они отходят, то слышат странные мелодии и понимают, что местность подходит для атаки противника. Хоити оживляет их тени, и они душат команду Мацури. Гаара приходит на помощь. Хоити использует своё дзюцу для извлечения Сюкаку. Гаара приказывает Мацури, Юкатэ и Микоси уходить. Они решают отправиться к центральной башне за помощью. Через некоторое время Юката не может идти, с ней остаётся Микоси, а Мацури идёт дальше в одиночку. Между тем, Фу, почувствовав положение Сюкаку, приходит на помощь, однако получает удар от цепи, попытавшись освободить Гаару. Хоити понимая, что Фу — дзинтюрики, применяет к ней свою дзюцу, проверяя силу печати. Как только буря уходит, Нэдзи решает сказать Ли и Тэн-Тэн, что у них два небесных свитка. Нэдзи использует бякуган для разведки местности и замечает изнурённую Мацури. Когда команда Гая достигает Мацури, она просит помочь Кадзэкагэ в бою. |     |                                                                                           |                              |                      |
| 632 | 412 | Решение Нэдзи «Нэдзи-но Хандан» (ネジの判断)                                              | Нет (филлер)                 | 14 мая 2015 года     |
| Мацури предлагает команде Гая свой Свиток Неба в обмен на их помощь в спасении Гаары от Хоити, но троица Листа соглашается помочь без вознаграждения. Пока Нэдзи использует свой бякуган, чтобы определить местонахождение Гаары, команда Гая и Мацури решают спасти Кадзэкагэ несмотря на риск провала экзамена. Между тем, Хоити продолжает поглощать чакру Хвостатых из Гаары и Фу и после создаёт кокон из потоков чакры, чтобы предотвратить поглощение чакры. Несмотря на веру Гаары в то, что никто не придёт им на помощь, его удивляет вид полной надежд Фу, что всё сработает. В это время Асума, Гай и Курэнай обнаруживают отсутствие Кадзэкагэ в деревне, заставляя их поверить, что их страх относительно использования Гаары себя в качестве приманки для выманивания врагов был не напрасным. Дзёнины также обнаруживают сражающихся в пустыне Юкатэ и Микоси. Между тем, Мацури, Нэдзи, Ли и Тэн-Тэн находят кокон и Хоити. Когда в поисках Фу прибывают Юрой и Кэган, Нэдзи обнаруживает, что Однохвостый и Семихвостый извлекаются из тел дзинтюрики. Дзёнины Юрой и Кэган собираются атаковать Нэдзи, но тот уговаривает их работать вместе. Как только Хюга раскрывает свой план, синоби Водопада, Ли и Мацури безуспешно атакуют барьер. |     |                                                                                           |                              |                      |
| 633 | 413 | Заглядывая в будущее «Мираи ни Такусу Омои» (未来に託す思い)                              | Нет (филлер)                 | 21 мая 2015 года     |
| Гаара использует песочного клона для разговора с Фуги о неудачном покушении Хоити на него. Гаара объяснил ему, что он теперь другой человек с надеждами на деревню и молодежь, Фуги понимает, что он сделал ошибку и совершает вскоре после этого харакири. В конце концов, из-за внутренних осложнений в деревне, Гаара решает преждевременно закончить экзамены на тюнина и дать каждому Кагэ оценки и право окончательного решения. Впоследствии, как Сира и Иомэ расстаются с товарищем по команде, на Фу нападают Хидан и Какудзу после того, как её команда попала в засаду. После экзамена на тюнина Адзисай умирает на первой миссии S-ранга и используется для последующего хранения в качестве части Пэйна. Цунадэ присваивает Сакуре, Ино, Тёдзи, команде № 8, Ли и Тэн-Тэн звание тюнина, в то время как Нэдзи назначается дзёнином за спасение Гаары. В то же время, обучение Наруто с Дзирайей приходит к концу и они начинают своё возвращение в Деревню Скрытого Листа. |     |                                                                                           |                              |                      |

### Сезон 20: Вечное Цукуёми: Активация (2015)
| # | №   | Заглавие                                                                                          | Экранизированные главы манги | Трансляция в Японии   |
| --- | --- | ------------------------------------------------------------------------------------------------- | ---------------------------- | --------------------- |
| 634 | 414 | На грани смерти «Си-но Кива» (死の際)                                                             | 663—664                      | 28 мая 2015 года      |
| После того, как Наруто лишился Курамы, Гаара транспортирует его и Сакуру к Минато, чтобы спасти Наруто путём переноса Инь-Курамы из Минато в Наруто. Сакура пытается ликвидировать последствия изъятия Курамы, но у неё ничего не выходит, и она прибегает к открытому массажу сердца Наруто. Между тем, обезумевшая Карин, пытаясь пробиться к Саскэ, противостоит Спиральному Дзэцу и миниатюрной версии Статуи Тысячи Рук. Карин пробуждает Адамантиновые Атакующие Цепи, но Спиральный Дзэцу пронзает её. Карин исцеляет себя, а Суйгэцу приходит ей на помощь с техникой воды. Хотя Спиральному Дзэцу удаётся увернуться от попытки захватить его, он обездвижен из-за размещённой Оротимару Проклятой печати. Карин продолжает движение к Саскэ, так как она чувствует зловещую чакру рядом с ним. Между тем, Мадара поглощает Десятихвостого, становясь дзинтюрики, и отправляется к Обито за оставшимся глазом. По пути к Обито, Мадара делает паузу на мгновение для того, чтобы выплюнуть «Красную Тыкву» и «Янтарный Горшок Очищения» изо рта, которые приземляются на Ли и Гая, когда они отступают с Тэн-Тэн. Когда Минато и Какаси приготовились атаковать Чёрного Дзэцу, Инь-Курама предупреждает Минато о прибытии Гаары и Сакуры. Узнав ситуацию, Минато решает передать Инь-Кураму Наруто, в то время как Гаара и Какаси защищают его от Чёрного Дзэцу. Во время переноса чакры в Наруто, Чёрный Дзэцу перехватывает её. |     |                                                                                                   |                              |                       |
| 635 | 415 | Два мангэкё «Футацу-но Мангэкё» (二つの万華鏡)                                                    | 665—666 + филлер             | 4 июня 2015 года      |
| Когда Мадара находится поблизости, Чёрный Дзэцу заявляет, что никто не может остановить его от сдачи риннэгана и Инь-Курамы. Когда Какаси и Гаара готовятся напасть на него, чтобы спасти Наруто, Чёрный Дзэцу оказывается не в состоянии оставить тело Обито. Обито задаёт вопрос Мадаре о том, кто он для него. Мадара объясняет Обито, что как последователь его идеалов, он является Мадарой, тем кто желает отменить мир, созданный Мудрецом Шести Путей и создать новый через «Глаз Луны». Обито начинает идти к нему, в то время как Минато атакует Мадару, а Какаси и Гаара пытаются остановить Обито, но безуспешно. Тем не менее, Обито не принимает руку Мадары и пронзает его в живот. Ссылаясь на слова Наруто, Обито утверждает, что он нынешний является тем, кто хотел стать Хокагэ. Затем он извлекает фрагменты чакры Сюкаку и Гюки, и говорит Какаси телепортировать Наруто и Сакуру в другое измерение. После того, как Мадара останавливает Обито, Какаси бежит в его сторону. Тогда Обито говорит о том, что, как старший товарищ, Какаси всегда смотрит сверху вниз на него, вспоминая старые времена в Конохе. |     |                                                                                                   |                              |                       |
| 636 | 416 | Формирование команды Минато «Кэссэй — Минато-хан» (結成・ミナト班)                                | Нет (филлер)                 | 11 июня 2015 года     |
| Обито начинает вспоминать времена, когда он был ребёнком и пытался обогнать Какаси. После формирования новой команды Минато (Какаси, Рин, Обито) им начинают поручать мелкие миссии в деревне, но Обито с помощью дружбы с бабулями быстро выполняет их. Так их команда получает новое задание — миссия ранга С. Команде нужно доставить свиток с информацией, вместе с несколькими синоби из другой деревни, в иную деревню. Но по пути они разделяются. Сначала Какаси и Минато, затем Обито, а Рин узнаёт, что они даже не туда дошли, ведь среди них были предатели — синоби из другой деревни, которые напали на Рин, но вовремя появился Какаси... |     |                                                                                                   |                              |                       |
| 637 | 417 | Ты прикрываешь меня «Омаэ ва Баккуаппу да» (お前はバックアップだ)                                 | Филлер + 666                 | 25 июня 2015 года     |
| Минато и Обито прибыли помочь Какаси и Рин, но двое предателей уже сбежали. Раненый синоби сообщает, что им было дано два свитка. Он отдаёт Минато свой свиток, который оказывается фальшивкой. Какаси понимает, что настоящий свиток находится у синоби, упавшего с моста. Они отправляются спасти его. В это время предатели атаковали выжившего, но Обито, Рин и Какаси вовремя подоспели. Предателям удаётся захватить свиток и они отступают. Какаси отправляется за свитком, так как завершение миссии — его путь ниндзя. Обито подаёт сигнал Минато и рассказывает о действиях Какаси. Минато вовремя спасает Какаси и разбирается с предателями. Команда возвращает свиток и завершает миссию. Но Какаси объясняет, что на самом деле оба свитка — фальшивка, а команда была лишь приманкой. Настоящий свиток был у другой группы, не подвергнувшейся нападению предателей. В настоящем времени Мадара атакует двумя сферами Какаси и Обито, чтобы отобрать риннэган и Инь-Кураму. Обито с помощью Какаси перемещает себя в другое измерение. Убедив Сакуру, что он изменился, Обито начинает передачу чакры Хвостатых Наруто. В реальном мире подоспевший Гай спасает Какаси от атаки Мадары. |     |                                                                                                   |                              |                       |
| 638 | 418 | Синий зверь против Мадары Шести Путей «Ао-но Мо:дзю: VS Рикудо: Мадара» (碧の猛獣VS六道マダラ)    | 667—668 + филлер             | 2 июля 2015 года      |
| Оротимару вместе с командой Така достигают Саскэ и обнаруживают рядом с ним Кабуто. Он объясняет, что благодаря Идзанами, осознал себя и решил спасти Саскэ. В это время, Гай атакует Мадару, открыв Седьмые Врата. Когда это не сработало, Гай понимает, что должен открыть Восьмые Врата, которые убьют его. Он вспоминает своё детство и отца, когда не поступив в Академию, решает пробежать 500 кругов, чтобы его приняли в качестве исключения. Однако, не пробежав и половины, Гай падает. В это время за ним наблюдал Третий. Гай извиняется перед отцом, но тот говорит, что Гай никогда не должен извиняться за свои старания. Над ними подшучивают два синоби, проходящих мимо. Позже Гай находит их и хочет отомстить, но они избивают его. На помощь приходит Какаси. Гай наблюдает как Какаси уходит со своим отцом. |     |                                                                                                   |                              |                       |
| 639 | 419 | Цветущая юность папы «Папа-но Сэйсюн» (パパの青春)                                                | 668 + филлер                 | 9 июля 2015 года      |
| Молодой Гай спрашивает отца, как тот может оставаться оптимистичным и не обращать внимания на критику со стороны других жителей. Дай говорит, что настоящая победа заключается не в победе над кем-то сильным, а в желании защищать то, что дорого. Хирудзэн решает принять Гая в Академию. После тяжелейших тренировок, Гай бросает вызов Какаси. Наконец окончив академию, Гай начинает ходить на миссии. Он разочарован, что отец получает миссии только низкого ранга. Однажды ночью Дай рассказывает, что на протяжении 20 лет он осваивал технику Восьми Внутренних Врат и теперь может передать её сыну. Во время миссии, команда Гая сталкивается с Семью мечниками Тумана. Появляется Дай и говорит, что выиграет, применив Врата Смерти. В настоящее время Гай открывает Восьмые Врата и атакует Мадару Вечерним Слоном. |     |                                                                                                   |                              |                       |
| 640 | 420 | Боевое построение Восьми Врат «Хатимон Тонко:-но Дзин» (八門遁甲の陣)                             | 669—670                      | 23 июля 2015 года     |
| Гай атакует Мадару Вечерним Слоном, но останавливается, испытывая невыносимую боль из-за применения Восьмых Врат. Для поддержки Гая, Минато быстро разрабатывает план. Наконец Гай наносит пять мощнейших атак Вечерним Слоном. Мадара говорит, что не испытывал такого восторга со времён битвы с Хасирамой. Тем временем, в своём подсознании Наруто встречает Хагоромо Оцуцуки, Мудреца Шести Путей. Он рассказывает о прошлом своей матери Кагуи, о себе и своих сыновьях Индре и Асюре. В последние дни своей жизни, Мудрец выбрал Асюру своим преемником, так как тот следовал пути любви. Такое решение рассердило Индру, идущего по пути силы. Между братьями возникла ненависть и началось их противостояние. Это привело к тому, что после смерти Индры и Асюры, их души начали бесконечно перерождаться в новом теле, каждый раз продолжая борьбу. Хагоромо говорит, что Наруто — нынешняя реинкарнация Асюры. |     |                                                                                                   |                              |                       |
| 641 | 421 | Мудрец Шести Путей «Рикудо: Сэннин» (六道仙人)                                                    | 671—672                      | 30 июля 2015 года     |
| Хагоромо спрашивает Наруто, догадался ли он, кто является текущим воплощением Индры. Наруто отвечает, что это Саскэ. В это же время Хагоромо разговаривает с Саскэ. Мудрец говорит, что Саскэ — воплощение Индры и задаёт тот же вопрос о воплощении Асюры. Саскэ отвечает, что это Наруто. Хагоромо рассказывает, что предыдущими воплощениями были Хасирама и Мадара. Одержимый силой Мадара забрал её у Хасирамы. Слияние чакры Индры и Асюры дало чакру Хагоромо, и перед своей смертью Мадара пробудил риннэган. Сейчас Мадара стремится к силе Кагуи, чтобы править миром. Хагоромо просит Наруто и Саскэ остановить Мадару. Появляется Сюкаку, Гюки и Курама. Они объясняют, что теперь в Наруто есть чакра всех хвостатых зверей. Мудрец говорит, что пришло время ребёнку из пророчества изменить мир. Хагоромо даёт Наруто и Саскэ свою силу. Они просыпаются в реальном мире. В это время Мадара выдерживает все атаки Гая и говорит, что давно ему не было так интересно. Гай понимает, что Вечернего Слона не достаточно и решает использовать свой последний приём — Ночной Гай. Какаси вспоминает слова своего отца о том, что однажды Гай станет намного сильнее Какаси. Гай атакует Мадару мощным ударом, почти убивая его. Тело Гая начинает разрушаться, а регенерирующий Мадара говорит, что, в благодарность за проведённое время, убьёт Гая до того как он обратится в пепел. Мадара бросает в Гая Шар истины, но появляется Наруто и отбивает его. С помощью силы, полученной от Хагоромо, Наруто спасает Гая от смерти. Мадара замечает, что Наруто как-то изменился. Наруто заявляет, что теперь он может всё изменить. |     |                                                                                                   |                              |                       |
| 642 | 422 | Те, кто унаследуют «Укэцугарэру Моно» (受け継がれるもの)                                          | Нет (филлер)                 | 6 августа 2015 года   |
| Вместе с 423 серией — специальный выпуск, посвящённый выходу в прокат 11-го по счёту анимационного фильма Наруто, «Наруто: Боруто». Конохамару прибирается в квартире Наруто, перед самым его возвращением в деревню. После их воссоединения, Наруто показывает Конохамару свою старую куртку и говорит, что она дорога ему. Наруто решает обучить Конохамару Расэнгану. Он даёт ему мячик с водой и говорит, что Конохамару должен лопнуть его, но не объясняет как это сделать. Напоследок Наруто говорит, что Конохамару должен полагаться на свои чувства. Наруто уходит спасать Гаару, а Конохамару усердно тренируется, но у него ничего не выходит. Тогда он решает улучшить технику Соблазнения и вместе с Моэги и Удоном отправляется за советом к Эбису. У него они находят множество журналов с девушками в купальниках. Используя их Конохамару удаётся пройти первый этап тренировок. Вернувшийся Наруто даёт Конохамару резиновый мяч и поручает взорвать его, вновь не объяснив как. Конохамару снова отправляется к Эбису за советом. После реакции Эбису на технику Соблазнения Конохамару понимает, что нужно делать. Конохамару продолжает свои тренировки. |     |                                                                                                   |                              |                       |
| 643 | 423 | Соперник Наруто «Наруто-но Райбару» (ナルトのライバル)                                            | Нет (филлер)                 | 6 августа 2015 года   |
| После провала миссии по спасению Саскэ, Наруто учится использовать Стихию Ветра, а Конохамару успешно завершает второй этап тренировки. Наруто хотел приступить к третьему этапу, но выясняется, что Конохамару не умеет делать теневых клонов. Конохамару бросает Наруто вызов, кто же из них первым овладеет новой техникой. Становится известно о смерти Асумы. В то время как Наруто сражается с Какудзу, Конохамару осваивает теневых клонов. После возвращения Наруто, они приступают к третьему этапу. Когда Наруто уходит учиться на гору Мёбоку, он доверяет Конохамару свою старую куртку, а Конохамару обещает, что сам закончит обучение Расэнгану. Во время атаки Пэйна на Коноху, Конохамару применяет Расэнган против одного из тел Пэйна. После штурма, Конохамару отводит Наруто на склад клана Сарутоби, где он сохранил старую куртку Наруто. |     |                                                                                                   |                              |                       |
| 644 | 424 | Восставшие «Тацу» (立つ)                                                                          | 673—674                      | 13 августа 2015 года  |
| Мадара удивлён, что Наруто остановил разрушение тела Гая. Он также чувствует, что сила Наруто увеличилась. Наруто, с помощью чакры Сон Гоку, создаёт Лавовый Расэнсюрикэн и атакует Мадару. Расэнсюрикэн срубает Божественное древо, а Мадара, повинуясь странному внутреннему голосу, поглощает Древо. В это время, Саскэ освобождает Тобираму от чёрных приёмников и просит телепортировать его. Мадара впитав Древо, говорит Наруто, что теперь он бессмертен и его не победить. Наруто говорит, что он будет сражаться не один, и рядом с ним появляется Саскэ. Мадара понимает, что теперь Наруто владеет сэндзюцу Шести Путей, а Саскэ риннэганом. Мадара атакует их, но Наруто блокирует атаку чёрным стержнем, а Саскэ телепортируется с помощью способности своего риннэгана. Наруто и Саскэ понимают в чём заключается способность Мадары Лимбо. Мадара создаёт одного невидимого клона. Только Наруто может его почувствовать, а Саскэ увидеть риннэганом. Наруто с помощью проклятой печати Сюкаку обездвиживает клона, а сам Мадара вырывает глаз Какаси и переносит себя в измерение Камуи. Там он атакует Сакуру, которая мешкает с уничтожением риннэгана Обито. |     |                                                                                                   |                              |                       |
| 645 | 425 | Бесконечный сон «Мугэн-но Юмэ» (無限の夢)                                                         | 675—676                      | 20 августа 2015 года  |
| Обито спасает Сакуру, перенеся её в реальный мир. Мадара рассказывает Обито, что всегда контролировал его и даже подстроил смерть Рин, чтобы поселить ненависть в сердце Обито и склонить на свою сторону. Запечатав клона Мадары, Наруто, используя печать Ян на своей руке, восстанавливает глаз Какаси. Какаси вспоминает то время, когда Наруто, Саскэ и Сакура рассказывали о своих целях. Какаси спрашивает у Саскэ про его нынешнюю цель, но прежде чем тот ответил, Какаси почувствовал, что Мадара близко. Появляется Мадара с двумя риннэганами и вместе с Обито, находящимся теперь под контролем Чёрного Дзэцу. Мадара создаёт четыре клона Лимбо и множественный Тибаку Тэнсэй, чтобы отвлечь Наруто и Саскэ. Мадара взмывает в небо и, произнеся слова с каменной таблички Утих, пробуждает во лбу третий глаз — риннэ сяринган. Глаз отражается на поверхности Луны и Бесконечное Цукуёми активируется. |     |                                                                                                   |                              |                       |
| 646 | 426 | Бесконечное Цукуёми «Мугэн Цукуёми» (無限月読)                                                    | 677 + филлер                 | 27 августа 2015 года  |
| Мадара активировал Бесконечное Цукуёми, отразив риннэ сяринган на поверхности Луны. Яркий свет прерывает битву между Спиральным Дзэцу и Альянсом синоби. Каждое существо на планете попадает в гэндзюцу, кроме команды № 7, спасшихся с помощью Сусаноо Саскэ, и возрождённых Хокагэ. Появляются корни Божественного древа, пленяя каждого, попавшего в гэндзюцу. Спиральный Дзэцу выпускает из себя пленника. Оказывается, что им был Ямато. Он успевает поговорить с Хирудзэном, прежде чем попасть в гэндзюцу. Ему снится, что он становится новым лидером команды № 7. Ямато принимает мир иллюзии как родной. Тем временем, Минато просыпается в Деревне Листа и обнаруживает, что все жители пойманы корнями Божественного древа. |     |                                                                                                   |                              |                       |
| 647 | 427 | В мире снов «Юмэ-но Сэкай э» (夢の世界へ)                                                         | 677 + филлер                 | 3 сентября 2015 года  |
| Вместе с 428 серией — специальный выпуск «Путь Тэн-Тэн ~В мире снов~» (яп. ROAD TO TENTEN～夢の世界へ～ Ро:до ту Тэнтэн ~Юмэ-но Сэкай э~). Экранизация манги: Тэн-Тэн пытается найти синоби из Деревни Облака, который бы расшифровал свиток, чтобы узнать как пользоваться сокровищами Мудреца Шести Путей и запечатать врага. В это время Мадара активирует Бесконечное Цукуёми и Тэн-Тэн пленяют корни Божественного древа. Филлер: Она просыпается в Деревне Листа, в своём доме. Тэн-Тэн думает, что её переместили сюда с поля боя и пытается найти кого-нибудь из друзей. На улице она встречает Гая, Ли и Нэдзи но с совершенно другими личностями. Гай и Ли более сдержанны, одеваются стильно и ведут себя как модели, а Нэдзи с помощью бякугана заглядывает под одежду Тэн-Тэн. Позже она обнаруживает, что на скале вырезано лицо не Минато, а отца Сакуры. Тэн-Тэн понимает, что попала в гэндзюцу и безуспешно пытается рассеять его. Она начинает изучать гэндзюцу и ругается со всеми друзьями. Хината отбирает свиток и требует Тэн-Тэн объяснить своё поведение. Тэн-Тэн пытается вернуть свиток силой, но её останавливает Мэнма (местная версия Наруто) и возвращает свиток. На шум драки собираются множество горожан и Тэн-Тэн при всех называет деревню фальшивкой. Проходивший мимо торговец заинтересовался Тэн-Тэн. |     |                                                                                                   |                              |                       |
| 648 | 428 | Место, где живёт Тэн-Тэн «Тэнтэн-но Ибасё» (テンテンの居場所)                                     | Нет (филлер)                 | 3 сентября 2015 года  |
| Тэн-Тэн по наводке незнакомца пытается найти помощь в Скрытом Дожде, но на выходе из деревни её ловят. Оказывается, незнакомец — шпион Дождя, подставивший Тэн-Тэн, но её имя вскоре очищает Мэнма. Почти сразу после этого нападает Хандзо с ниндзя Дождя. Положение спасает Тэн-Тэн с помощью двух сокровищ Мудреца Шести Путей. В конце Тэн-Тэн незаметно для себя, находясь в кругу альтернативных версий друзей, включая живого Нэдзи, чувствует себя дома. |     |                                                                                                   |                              |                       |
| 649 | 429 | Рэп-хроники Киллера Би: Свиток Неба «Кира:би: Раппу:дэн — Тэн-но Маки» (キラービー落風伝・天の巻) | Нет (филлер)                 | 10 сентября 2015 года |
| Показана мечта Киллера Би. Он вместе с Югито и их Хвостатыми, которые сидят у них на плечах и могут сражаться отдельно, освобождают сначала Гаару, а потом Наруто из темниц своих деревень для важной миссии — защиты некой принцессы от армии Акацуки. По пути, Югито разделяется с остальными для более быстрых поисков. На пути к Скрытому Водопаду перед Наруто, Би и Гаарой встают Итати, Сасори и Дэйдара. |     |                                                                                                   |                              |                       |
| 650 | 430 | Рэп-хроники Киллера Би: Свиток Земли «Кира:би: Раппу:дэн — Ти-но Маки» (キラービー落風伝・地の巻) | Нет (филлер)                 | 17 сентября 2015 года |
| В процессе боя Итати, узнав об уходе Саскэ к Оротимару, заявляет, что уходит из Акацуки вслед за Нагато. На помощь дзинтюрики приходит Фу, а после присоединяется к остальным. Вместе они находят Роси, в деревне которого пропадают дети. Как после выяснилось, это дело рук Оротимару, Кабуто и Саскэ. Последний, узнав об уходе Итати, покидает Оротимару ради погони за братом. Самого Оротимару победили совместными усилиями дзинтюрики. Встретившись около замка с Югито, Утакатой и Ханом, все разбились на пары для поиска Ягуры. В конце концов, его находят Би и Хан, но он отказывается сотрудничать. Тем временем, остальные дзинтюрики, вернувшись к замку, отбивают атаку Белых Дзэцу, Дэйдары, Сасори и Гэдо Мадзо. В критический момент появляются Би, Хан и Ягура, которого Би убедил, что они друзья. Вместе, Хвостатые и их дзинтюрики отбивают атаку Акацуки и готовятся к новым совместным приключениям. |     |                                                                                                   |                              |                       |
| 651 | 431 | Вновь эта улыбка «Ано Эгао о Моитидо» (あの笑顔をもう一度)                                        | Нет (филлер)                 | 24 сентября 2015 года |
| Показаны прошлое и мечта Карин. Вместе с матерью она жила в Скрытой Траве, но мать использовали исключительно как лечебную чакру, в конце концов она погибла, когда много раненых синоби высосали для лечения всю её чакру. Её место заняла маленькая Карин, которая стала бояться той же участи. На экзамене на звание тюнина её товарищи по команде используют её так же, а потом оставляют одну в Лесу Смерти. Там на неё нападает медведь, но её спасает Саскэ. После провала на экзамене её отправляют в Крепость на границе страны, которая терпит атаки от Клана Кагуя. Видя большое количество раненых, Карин понимает, что если останется, то погибнет. После побега она попадает в руки неизвестных, которые хотят продать последнего члена Клана Удзумаки, но её спасает Оротимару и предлагает идти с ним. В убежище Кабуто проверяет способности Карин и просит о помощи в операциях, но не в таких больших количествах, как в Скрытой Траве. Вскоре Карин становится надзирателем в одной из тюрьм Оротимару. Далее показаны уже известные моменты: присоединение к команде Саскэ, битва с Восьмихвостым, сражение с Дандзо. Дальше события отличаются от реальности: Саскэ не предаёт Карин и ставит своей целью не только уничтожение, но и перестройку Конохи, и становление Хокагэ. Во время войны с Конохой, в которой на горе вместе с другими Хокагэ находится лицо Саскэ, нападает Трава под предводительством того самого синоби, который командовал Карин, и берут её в плен. Там синоби приказал высосать из Карин всю чакру с двумя целями: вылечиться от ран и убить предателя. Когда на девушке почти не осталось неукушенного места, происходит взрыв, подстроенный пришедшей на выручку Карин командой Така. В живых остаётся только лидер синоби Травы. Карин, притворившись, что позволит тому вылечиться своей силой, неожиданно убила врага. Находясь на краю гибели, Карин видит Саскэ, обещающего её спасти, и просит его показать свою улыбку... |     |                                                                                                   |                              |                       |